# Minyeoneun goero-wo
Minyeoneun goero-wo (미녀는 괴로워?, 美女는 괴로워?, Minyŏnŭn kwero-wŏMR; lett. "Essere bella è faticoso"), conosciuto anche con il titolo internazionale in lingua inglese 200 Pounds Beauty (lett. "Bellezza da 200 libbre", ossia "da 90 chili"), è un film del 2006 scritto e diretto da Kim Yong-hwa.
Il soggetto del film è tratto da Kanna-san, Daiseikou desu! (カンナさん大成功です!?), manga di Yumiko Suzuki pubblicato tra il 1997 e il 1999 in cinque volumi. All'interno della pellicola, l'attrice Kim Ah-joong esegue una cover di Maria, celebre brano del 1999 del gruppo musicale  statunitense Blondie.

## Trama
Han-na kang conduce un'esistenza infelice: per sbarcare il lunario è costretta a dividersi tra l'essere una "cantante nell'ombra" per Ammy, ragazza arrogante senza alcuna dote, ed eseguire servizi di sesso telefonico. La ragazza inoltre è sovrappeso, cosa che la porta a essere insultata da Ammy e a non fare accorgere gli altri dei propri talenti; presa dalla disperazione, dopo essere stata offesa da quest'ultima dinnanzi a Sang-jun – agente discografico per cui nutre una cotta – Han-na pensa inizialmente di suicidarsi, per poi decidere di sperimentare grazie a Lee Kong-hak un'operazione totale di chirurgia plastica. Un anno dopo, la giovane decide così di dimostrare a tutti chi è realmente.

## Distribuzione
In Corea del Sud, la pellicola è stata distribuita a partire dal 14 dicembre 2006 dalla Showbox.